# East Sheen
East Sheen, también conocido como Sheen, es un suburbio en el suroeste de Londres en el distrito londinense de Richmond upon Thames.
Es una zona con tiendas, oficinas, restaurantes, cafés, pubs y supermercados suburbanos y también es el centro económico de Mortlake, de la que East Sheen fue una vez una mansión. En la zona se sitúa la estación Upper Richmond Road West, que conecta Richmond con Putney.

## Etimología
El primer uso registrado del nombre es c.950 como Sceon y significa cobertizo o refugios. El área fue designada por separado de Sheen (un nombre anterior de Richmond) desde el siglo XIII, como la mansión sur de Mortlake.